# 파운더 (영화)
《파운더》(영어: The Founder)는 2016년 공개된 미국의 전기 드라마 영화이다. 존 리 행콕이 감독, 로버트 D. 시걸이 각본을 맡았다. 마이클 키턴이 맥도날드의 창업자 레이 크로크를 연기한다.

## 배역
- 마이클 키턴 - 레이 크로크 역
- 닉 오퍼먼 - 리처드 "딕" 맥도널드 역
- 존 캐럴 린치 - 모리스 "맥" 맥도널드 역
- 린다 카델리니 - 조앤 스미스 역
- B. J. 노박 - 해리 J. 소너본 역
- 로라 던 - 이설 크로크 역
- 저스틴 랜들 브룩 - 프레드 터너 역
- 케이트 닐랜드 - 준 마티노 역
- 패트릭 윌슨 - 롤리 스미스 역
- 윌버 피츠제럴드 - 제리 컬런 역
- 애덤 로덴버그 - 맥도날드 직원 역
- 스티브 콜터 - 리브스 박사 역
- 그리프 퍼스트 - 짐 지엔 역
- 마이크 프니스키 - 하비 펠츠 역
- 릭 레이츠 - 윌 데이비스 역
- 캐서린 다이어 - 호포드 부인 역
- 트레이시 구드 - 부동산 중개인 역
- 데본 오그덴 - 금발 미녀 역

## 기타
- 수입사 :  크리픽쳐스

## 수상
- 2017년 제40회 예테보리국제영화제 후보 갈라 (존 리 행콕)
- 2017년 제6회 마리끌레르 영화제 후보 상영작 (존 리 행콕)